# Classe Vichnia
La Classe Vichnia  est une classe de navire collecteur de renseignements russe.

## Bâtiments

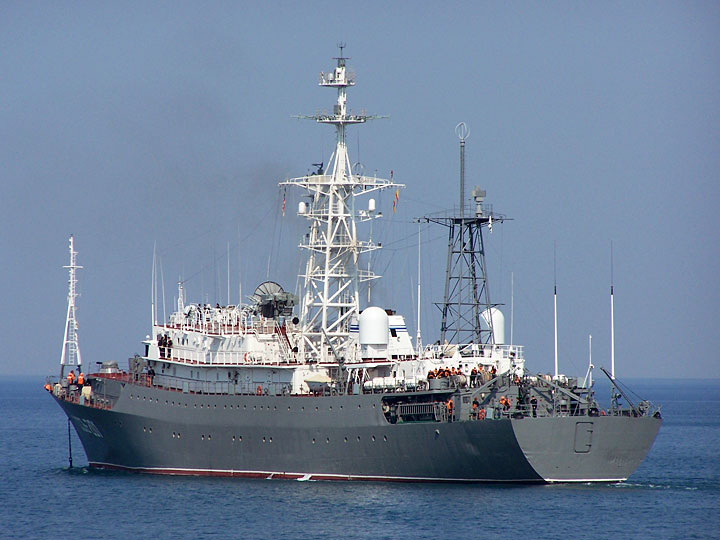
Vue arrière.

| Nom                                 | Numéro de coque | Pose | Lancement         | Commissionnement | Flotte                 | Statut | Notes                                            |
| ----------------------------------- | --------------- | ---- | ----------------- | ---------------- | ---------------------- | ------ | ------------------------------------------------ |
| Fedor Golovine (ex-Meridian)        | 520             |      |                   | 14 novembre 1985 | Flotte de la Baltique  | Active |                                                  |
| Karelia                             | 535             |      |                   | 5 juillet 1986   | Flotte du Pacifique    | Active | Repairs and retrofit completed on 20 July 2017,. |
| Tavria                              | 169             |      |                   | 17 janvier 1987  | Flotte du Nord         | Active |                                                  |
| Priazovié                           | 201             |      | 30 septembre 1986 | 12 juin 1987     | Flotte de la mer Noire | Active |                                                  |
| Kourily                             | 208             |      |                   | 16 octobre 1987  | Flotte du Pacifique    | Active |                                                  |
| Vassili Tatichtchev (ex-Pelengator) | 231             |      | 27 novembre 1987  | 23 juillet 1988  | Flotte de la Baltique  | Active |                                                  |
| Viktor Leonov (ex-Odograf)          | 175             |      |                   | 1988             | Flotte du Nord         | Active |                                                  |